# Foča (plaats)
Foča (Servisch: Фоча) is een gemeente en plaats in het oosten van Bosnië en Herzegovina. De gemeente telt 40.513 inwoners, de plaats ongeveer 16.000 (1991).
In Foča bevindt zich een als werelderfgoed erkende necropolis met middeleeuwse stećci-grafstenen.

## Bosnische Oorlog
In de gemeente Foča vonden zeer brutale oorlogsmisdaden plaats aan het begin van de Bosnische Oorlog. De politie van de zelf uitgeroepen Servische Republiek van Radovan Karadzic, gesteund door het Joegoslavische leger onder leiding van Slobodan Milošević, viel Foča aan in april 1992. De stad brandde uit voor de ogen van de televisiecamera's.
In de dagen die volgden werden mensen uit de burgerbevolking opgesloten in kampen, gemarteld, gemoord en verkracht. Ook de naam van het stadje werd veranderd in Srbinje (Servisch: Србиње). Vandaag is het stadje bijna volledig etnisch Servisch. In een rapport van Human Rights Watch uit juli 1998 werd Foča "a closed, dark place" genoemd.
Sommige oorlogsmisdadigers uit Foča zijn ondertussen berecht door het Joegoslavië-tribunaal in Den Haag en het Hof van Bosnië en Herzegovina in Sarajevo.

## Geboren
- Jasna Fazlić (20 december 1970), tafeltennisspeelster in de Verenigde Staten
- Damir Mirvic (30 november 1982), voetballer
- Aida Hadžialić (21 januari 1987), politica in Zweden

Federatie van Bosnië en Herzegovina:

Banovići · Bihać · Bosanska Krupa · Bosanski Petrovac · Bosansko Grahovo · Breza · Bugojno · Busovača · Bužim · Čapljina · Cazin · Čelić · Centar · Čitluk · Drvar · Doboj Istok · Doboj Jug · Dobretići · Domaljevac-Šamac · Donji Vakuf · Foča-Ustikolina · Fojnica · Glamoč · Goražde · Gornji Vakuf-Uskoplje · Gračanica · Gradačac · Grude · Hadžići · Ilidža · Ilijaš · Jablanica · Jajce · Kakanj · Kalesija · Kiseljak · Kladanj · Ključ · Konjic · Kreševo · Kupres · Livno · Ljubuški · Lukavac · Maglaj · Mostar · Neum · Novi Grad · Novo Sarajevo · Novi Travnik · Odžak · Olovo · Orašje · Pale-Prača · Posušje · Prozor-Rama · Ravno · Sanski Most · Sapna · Široki Brijeg · Srebrenik · Stari Grad · Stolac · Teočak · Tešanj · Tomislavgrad · Travnik · Trnovo · Tuzla · Usora · Vareš · Velika Kladuša · Visoko · Vitez · Vogošća · Zavidovići · Zenica · Žepče · Živinice

De hoofdstad Sarajevo bestaat uit de gemeenten Centar, Novi Grad, Novo Sarajevo en Stari Grad.
Servische Republiek:

Banja Luka · Berkovići · Bijeljina · Bileća · Bosanska Kostajnica · Brod · Bratunac · Čajniče · Čelinac · Derventa · Doboj · Donji Žabar · Foča · Gacko · Gradiška · Han Pijesak · Istočni Drvar · Istočna Ilidža · Istočni Mostar · Istočno Novo Sarajevo · Istočno Sarajevo · Istočni Stari Grad · Jezero · Kalinovik · Kneževo · Kozarska Dubica · Kotor Varoš · Krupa na Uni · Srpski Kupres · Laktaši · Ljubinje · Lopare · Milići · Modriča · Mrkonjić Grad · Nevesinje · Novi Grad · Osmaci · Oštra Luka · Pale · Pelagićevo · Petrovac · Petrovo · Prijedor · Prnjavor · Ribnik · Rogatica · Rudo · Šamac · Šekovići · Šipovo · Sokolac · Srbac · Srebrenica · Teslić · Trebinje · Trnovo · Ugljevik · Ustiprača · Višegrad · Vlasenica · Vukosavlje · Zvornik